# 알래스카주의 기
알래스카의 기는 알래스카주의 깃발이다. 파란 바탕에 금색 북두칠성과 북극성이 그려진 형태의 기이다.
1927년, 알래스카 위한 기를 디자인하는 공모전인 '전 미국 속령 지역 경연'에서 출품된 700개 작품 중에서 슈어드 거주자인 베니 벤슨(Benny Benson)의 작품이 채택된 것을 바탕으로 하였다.

## 역사
| 소속                 | 통치 단체                            | 디자인 | 사용일                                                |
| -------------------- | ------------------------------------ | ------ | ----------------------------------------------------- |
| 러시아 탐험가가 주장 | 없음                                 |        | 1729년 ~ 1799년 7월 8일                               |
| 러시아 제국          | 러시아-미국 회사 (쉘리코프-골리코프) |        | 1799년 7월 8일 ~ 1806년 10월 10일                     |
| 러시아 제국          | 러시아-미국 회사 (상선기로 사용)     |        | 1806년 10월 10일 ~ 1867년 10월 18일                   |
| 미국                 | 알래스카 부 (미군)                   |        | 1867년 10월 18일 ~ 1877년 7월 3일                     |
| 미국                 | 알래스카 부 (미군)                   |        | 1877년 7월 4일 ~ 1884년 7월 3일                       |
| 미국                 | 알래스카 지구                        |        | 1884년 7월 4일 ~ 1891년 7월 3일                       |
| 미국                 | 알래스카 지구                        |        | 1891년 7월 4일 ~ 1896년 7월 3일                       |
| 미국                 | 알래스카 지구                        |        | 1896년 7월 4일 ~ 1908년 7월 3일                       |
| 미국                 | 알래스카 지구                        |        | 1908년 7월 4일 ~ 1912년 7월 3일                       |
| 미국                 | 알래스카 준주                        |        | 1912년 7월 4일 ~ 1927년 7월 9일                       |
| 미국                 | 알래스카 준주 알래스카주             |        | 1927년 7월 9일 ~ 1959년 1월 4일 1959년 1월 4일 ~ 현재 |

## 같이 보기
- 북두칠성기